# Tanacharison
Tanacharison o Tanaghrisson (¿1700?-4 de octubre de 1754) fue un líder amerindio que desempeñó un importante papel en la guerra franco-india. Era conocido por los europeos como Half King (Medio Rey), un título que también usaban para otros importantes líderes nativos.

## Primeros años
De sus primeros años de vida poco se sabe. Nació alrededor del año 1700 en la tribu Catawba cerca de Buffalo, Nueva York. De niño fue tomado cautivo por los franceses y después fue adoptado por los Seneca, una de las seis tribus que conformaban la Confederación Iroquesa. Tanacharison acusaba a los franceses de haber cocinado y canibalizado a su padre. Pasó sus primeros años en la orilla sudeste del Lago Erie, en lo que es ahora el Estado de Nueva York.

## Llegada al poder
La primera aparición histórica de Tanacharison fue en 1747, cuando vivía en Longstown, una aldea multiétnica en Pensilvania a 30 km del río Ohio. El grupo de iroqueses que habían emigrado al territorio del Ohio eran conocidos como mingos y Tanacharison se convirtió en jefe de los mingos ese año. Según la explicación tradicional, la Confederación Iroquesa nombró a Tanacharison líder o 'semirrey' para que hablase en nombre de la Confederación. Es decir, se le nombró caudillo para llevar la diplomacia con otras tribus y con los británicos.
Sin embargo, muchos historiadores modernos dudan de esta interpretación. No era propio en los grupos tribales indios que el líder de un poblado extendiese su poder más allá de los límites de ese poblado, así que no creen que Tanacharison fuese designado específicamente como diplomático. Sí pudo ser que, al igual que otros jefes tribales que trabaron amistad con los colonos europeos, ganase poder y estatus al cabo de un tiempo. Por lo tanto, lo de 'semirrey' debió ser un invento británico.

## Guerra franco-india
En 1753 los franceses ocuparon el territorio del Ohio, expulsando a los ingleses y construyendo fuertes. Las colonias inglesas también reclamaban esas tierras. El gobernador de Virginia envió a George Washington para que viajase al Ohio a reclamar esas tierras a los franceses. En su viaje pasó por Longstown y pidió a Tanacharison que le acompañase como guía y traductor con los indios del Ohio. Éste le acompañó pero la misión no tuvo éxito y los franceses se negaron a marcharse. Además éstos intentaron que Tanacharison se aliase con ellos, lo que él tomó en consideración, ya que, como muchos líderes de la época, se veía obligado a unirse a uno de los dos imperios coloniales.
Tanacharison acompañó un año después a Washington para establecer un fuerte en el valle del Ohio. Cuando llegaron a la zona, Washington descubrió que los franceses ya habían construido un fuerte en la zona, Fort Duquesne. Washington esperó refuerzos en la zona, pero mientras esperaba, Tanacharison le informó de que un grupo de franceses se les estaban acercando y estaban preparando una emboscada, por lo que debía atacar rápido.
A la mañana siguiente Washington, Tanacharison y un grupo de soldados británicos rodearon al grupo francés y les atacaron. En la batalla capturaron a 21 enemigos, entre ellos a su comandante, Joseph Coulon de Jumonville de Villiers. Cuando Washington se estaba entrevistando con de Villiers, Tanacharison, le golpeó en la cabeza con un tomahawk, matándole.
Algunos miembros del escuadrón francés que habían escapado informaron en Fort Duquesne de las actividades inglesas. La guerra realmente aún no había comenzado, y este fue uno de los desencadenantes principales. Pocos meses después, Louis Coulon de Villiers, hermano del muerto a manos de Tanacharison, atacó Fort Necessity. Tanacharison había abandonado el fuerte unos días antes por considerarlo indefendible. Villiers ganó la batalla y obligó a Washington a firmar un tratado de rendición, según el cual se inculpaba de la muerte de Joseph Coulon de Villiers.

## Muerte
Tanacharison se desplazó con su gente hacia el este de Pensilvania y no participó activamente en la guerra. Murió de neumonía el 4 de octubre de 1754.